# Giovanni Giacomo Millo
Giovanni Giacomo Millo (Casale Monferrato, 16 de junho de 1695 - Roma, 16 de novembro de 1757) foi um cardeal do século XVIII

## Biografia
Nasceu em Casale Monferrato em 16 de junho de 1695. Dos marqueses de Tubine e de Altare. Segundo filho de Francesco Bartolomeo Millo, marquês de Altare, e de sua segunda esposa, Ottavia Civalieri. Os outros irmãos eram Federico Gaetano, Doralice e Francesco. Seu primeiro nome também está listado como Giangiacomo; e como Gian Giacomo; e seu sobrenome como Milio; e como Millus.
Foi para Roma e estudou na Accademia de' Pizzardoni, onde estudou Direito com Monsenhor Prospero Lambertini, futuro Papa Bento XIV, que se tornou seu amigo e protetor; mais tarde, em 1716, estudou na Pontifícia Academia dos Nobres Eclesiásticos..
Ordenado (nenhuma informação encontrada). Vigário geral do Bispo Lambertini na diocese de Ancona em 1727; e na arquidiocese de Bolonha em 1731. Quando o Cardeal Lambertini foi eleito para o papado em 1740, chamou Monsenhor Millo a Roma e nomeou-o uditor Santissimo . Protonotário apostólico supranumerário participante em 4 de agosto de 1740. Referendário dos Tribunais Apostólicos Assinatura da Justiça e da Graça, 4 de outubro de 1740. Nomeado datário de Sua Santidade em 1743, após a renúncia do Cardeal Pompeio Aldrovandi; ocupou o cargo até sua morte. Examinador de bispos e membro de diversas congregações da Cúria Romana..
Criado cardeal sacerdote no consistório de 26 de novembro de 1753; recebeu o chapéu vermelho em 29 de novembro de 1753; e o título de S. Crisogono, 10 de dezembro de 1753. Nomeado protetor da Congregação do Beato Pedro de Pisa, da Congregação de São Jerônimo, em 8 de maio de 1754. Prefeito do SC do Concílio Tridentino, 16 de dezembro de 1756 até a morte dele. A sua família foi atribuída à nobreza de Bolonha e de Ancona. Abade comendador de S. Michele di Chiusa..
Morreu em Roma em 16 de novembro de 1757, de repente. Exposto em seu título, local onde ocorreu o funeral; e sepultado nessa mesma igreja, do lado esquerdo da porta principal, num monumento nobre e elegante com o seu busto em mármore branco e um epitáfio honroso colocado pelo seu sobrinho o marquês Carlo Francesco Millo.